# Зыково (Кадуйский район)
Зыково — деревня в Кадуйском районе Вологодской области.
Входит в состав Никольского сельского поселения (до 2015 года входила в Бойловское сельское поселение), с точки зрения административно-территориального деления — в Бойловский сельсовет.
Расположена на правом берегу реки Буй, притока Андоги. Расстояние по автодороге до районного центра Кадуя — 25 км, до центра сельсовета деревни Бойлово — 6 км. Ближайшие населённые пункты — Марлыково, Спирютино, Ярышево.
По переписи 2002 года население — 12 человек.